# Mariotto di Nardo

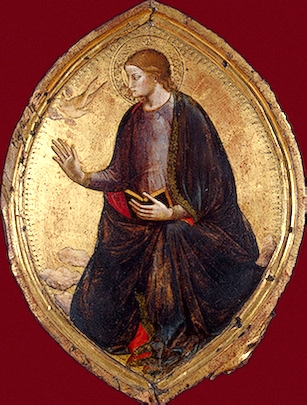
Mariotto di Nardo – ”Jungfru Marie bebådelse” (mellan 1400 och 1410)

Mariotto di Nardo var en italiensk målare under ungrenässansen, aktiv från cirka 1394 till 1424. Mariotto di Nardo var son till målaren Nardo di Cione.